# رينيه غوتمان
رينيه غوتمان (بالفرنسية: René Gutman)‏ هو حاخام فرنسي، ولد في ديسمبر 1950 في روان في فرنسا.